# تپه برازق ۱
تپه برازق ۱ مربوط به هزاره اول قبل از میلاد است و در شهرستان ششتمد، روستای برازق واقع شده و این اثر در تاریخ ۲۷ مرداد ۱۳۸۲ با شمارهٔ ثبت ۹۵۸۹ به‌عنوان یکی از آثار ملی ایران به ثبت رسیده است.